# Charlotte Mollet
 (mars 2021).
Charlotte Mollet, née à Lille le 5 août 1960, est une artiste graveuse et autrice de livres jeunesse.

## Biographie
Née à Lille le 5 août 1960, Charlotte Mollet grandit dans le Nord puis à Paris, où elle poursuit ses études à l’école des Beaux-Arts entre 1981 et 1985, en section dessin et gravure. 
Son imaginaire est imprégné de voyages. Exerçant aussi les métiers de graphiste numérique et enseignante, elle peint, grave, dessine et colle pour illustrer des textes qu'elle écrit ou choisit, principalement pour l'édition jeunesse.
Elle a longtemps vécu à Montpellier, à Strasbourg. Depuis 2002, elle vit et travaille à Paris.
En 1991, elle s'oriente vers le livre pour enfant. Ses premiers ouvrages sont publiés aux Éditions Didier.
Avec Pirouette Cacahuète et La Souris verte, elle crée la Collection Pirouette conjointement avec Michèle Moreau et Odile Josselin. Dominique Debay en conçoit la maquette avec Didier Gonord.
En 1993, sa rencontre avec Danielle Dastugue et Michèle Blanc sont à l'origine de réalisations avec Olivier Douzou dont Navratil et « Le Chat ».
En 1997, avec Thierry Magnier et Valérie Cussaguet, elle publie plusieurs titres dont Mon Oreiller avec Antonin Louchard, C'est comme ça et Triso-Mike.
Elle travaille principalement avec les éditions Didier Jeunesse, Rouergue et Thierry Magnier.

## Quelques prix et distinctions
- 1993 : Prix Sorcières pour Une souris verte[7]
- 1995 : Prix Saint-Exupéry pour Le billet bleu [8]
- 1996 : Prix Octogone d'Ardoise du Centre International d'Etudes en Littérature de Jeunesse (CIELJ) pour Le Billet bleu[9]
- 1996 : Prix Totem du meilleur album au Salon du livre de jeunesse de Montreuil pour Navratil [10]

## Ouvrages

### Livres pour la jeunesse
- Pirouette Cacahouète, Didier Jeunesse, coll. « Pirouette », 1993[11]; nouvelles éditions, 2003 et 2007
- Une souris verte, Didier Jeunesse, coll. « Pirouette »,1993[12] ; nouvelle édition, 2002
- Loup y es-tu ?, Didier Jeunesse, coll. « Pirouette », 1993[13] ; nouvelle édition, 2009
- Jamais on a vu, Didier Jeunesse, coll. « Pirouette », 1993
- Où vont les heures de la nuit ?, texte d'Annie Agopian, Didier Jeunesse, 1994
- Où va l'eau de la baignoire ?, texte d'Annie Agopian, Didier Jeunesse, 1995[14]
- Siam et Maïs, texte d'Annie Agopian, craies, Rouergue, 1995
- Le Billet bleu, texte d'Annie Agopian, Rouergue, 1995
- Un éléphant qui..., Didier Jeunesse, coll. « Pirouette », 1996
- Navratil, texte d'Olivier Douzou, Rouergue, 1996[15]
- Le P'tit Quinquin, texte d'Alexandre Desrousseaux, Didier Jeunesse, coll. « Pirouette », 1997 ; nouvelle édition, 2007
- Mon oreiller, texte d'Antonin Louchard, Thierry Magnier, coll. « Tête de lard », 1999
- Rêve de bus, texte de Sylvain et Charlotte Mollet, Thierry Magnier, 2001
- La Mère Michel, Didier Jeunesse, coll. « Pirouette », 2001
- La Légende de Saint-Nicolas, Didier Jeunesse, coll. « Pirouette », 2001
- Le Loup noir, Rouergue, 2001
- C'est comme ça, Thierry Magnier, 2002
- Hé, regarde !, Thierry Magnier, 2002
- Avant d'être un bébé, texte d'Hugues Paris, Rouergue, 2004
- Triso Mike, Éditions Thierry Magnier, 2005
- Catsou, Rouergue, 2008
- Trop fort !, texte de Hugues Paris, Les petites vagues éditions, coll. « Vague à bond », 2008[16]
- Maupassant et le joli collégien, texte de François David, Esperluète, coll. « Hhistoires », 2009
- Guillaume et la couronne du cousin Édouard, texte de Muzo, L'Élan vert/Canopé, coll. « Pont des arts », 2010
- Jean Petit qui danse, Didier Jeunesse, coll. « Pirouette », 2011
- Miss Carabis Carabosse Soldat, collectif d'auteurs, Didier Jeunesse, 2014
- Contes et légendes créoles, textes de Jessica Neuss-Nliba et Didier Reuss, Flies, coll. « Aux origines du monde », 2015
- Tout le monde t'attend, texte de Jean-Marc Létang, Didier Jeunesse,2017
- Le Chat, Editions du Rouergue, 2017

### Livres pour adultes
- La chevelure, texte de Guy de Maupassant, Éditions Complexe, 2006
- La barbière, texte de Caroline Lamarche, Les Impressions nouvelles, 2007

### Livres d'artistes
- Carl Town,  stylo-bille sur papier japon, impression jet d'encre sur kraft, 2009. Tiré à dix exemplaires
- Journal des bords, textes d'Elisabeth Jeannin, Georges Bataille, Eric Chevillard, Flore Naudin, Wadji Mouahad, Frederic Boyer et Virgile, techniques mixtes. Réalisé en 2020, lors de la résidence aux Fours à Chaux de Regnéville-sur-Mer. Exemplaire unique

## Expositions
- Galerie Prodromus, Paris, 2008[17], 2009[18] et 2012[19]
- Centre Fernand Leger, Douchy les mines, 2010[20],[21]
- Médiathèque de Calais, 2011[22]
- De Navratil à Jean Petit, Galerie La Hune Brenner, Paris, 2012[23]
- Les Comptines, Médiathèque d'Agglomération Dracénoise, Draguignan, 2016[24]
- Dessin, Galerie du Bout du Monde, St Hyppolite du Fort, Juillet 2016[25]
- Médiathèque d’Orléans, 2017[26]
- Musée de l'Illustration Jeunesse, Moulins, 2019[27]
- Mirándose a los Ojos, Maison de l'Amérique Latine, Strasbourg, 2020[28]